# キャンプ桑江
キャンプ桑江（キャンプくわえ）あるいはキャンプ・レスター（英: Camp Lester, Camp Kue）は沖縄県北谷町にある在日米海兵隊の基地。

## 概要
1945年4月1日、沖縄戦で米軍は北谷村と読谷村の海岸から沖縄島に上陸し、この地域一帯が島での最初の米軍拠点となった。そのうちの一つ、キャンプ桑江は、沖縄の西海岸、北谷町の平坦地に位置し、海軍、海兵隊、空軍等が宿舎、事務所、またアジア最大級の米海軍病院が置かれ (2013年に海軍病院はキャンプ瑞慶覧に移転) 、何か米軍関連の事件や事故があればこの病院に搬送されることが多い。そのほかに、中学校や住宅地区、また国道58号沿いに、野球場、サッカー場、テニスコートなどの遊興施設がそろっている。

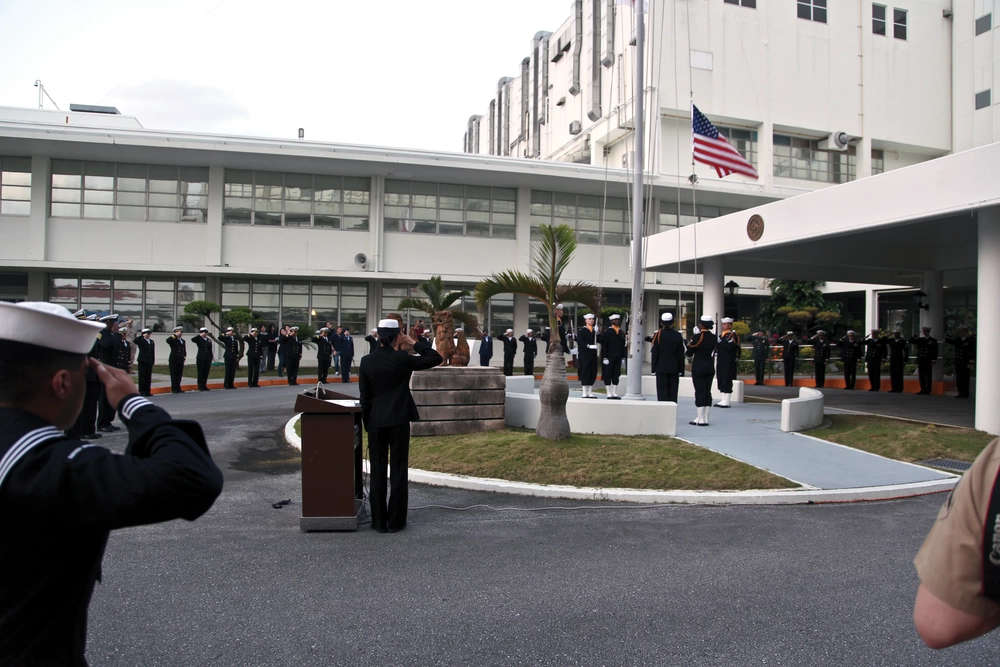
3月25日、キャンプ桑江の海軍病院は閉鎖し正式にキャンプ瑞慶覧に移転した。

### 基地機能
1972年時点でのキャンプ桑江
- 場所: 北谷村
- 面積：約1,131,000m2（1972年5月時点

2013年時点でのキャンプ桑江
- 場所：北谷町（字桑江、字伊平、字吉原、字浜川）
- 面積：約：675,000㎡
- 管理部隊名：海兵隊キャンプ・バトラー基地司令部
- 使用部隊名：在沖米海軍病院
- 使用主目的：宿舎、管理事務所及び病院[1]

| 2003年、キャンプ桑江の北側部分が返還された。 |  | 2003年、キャンプ桑江の北側部分が返還された。 |
| 2003年、キャンプ桑江の北側部分が返還された。 |  |                                              |

## 返還計画
北谷町は那覇市と沖縄市を結ぶ要所に位置しており、中南部都市圏整備において重視される地域の一つである。しかしながら米軍上陸地点となった北谷の海岸は北から南まで米軍基地が密集した状態にある。現在も北谷町の52%以上の面積を米軍基地が占有している。
沖縄戦後、嘉手納基地と陸軍貯油施設が北谷村の南北を大きく分断したため、1948年12月4日に分村し、北部は嘉手納村 (現在の嘉手納町) となった。さらにキャンプ桑江とキャンプ瑞慶覧によって東西に分断されているため北谷町は地理的に東西に分断された形となり、米軍基地は北谷町の都市開発を著しく阻害してきた。そのため北谷町はキャンプ桑江の土地の返還を強く求めてきた。

### 北側地区
- 区域 (1) キャンプ桑江 北側地区: 38.4ha
- 区域 (2) 陸軍貯油施設 桑江ブースター・ステーション: 1.1ha

1990年6月19日: 日米合同委員会において北側部分について返還手続きを進めることで合意。

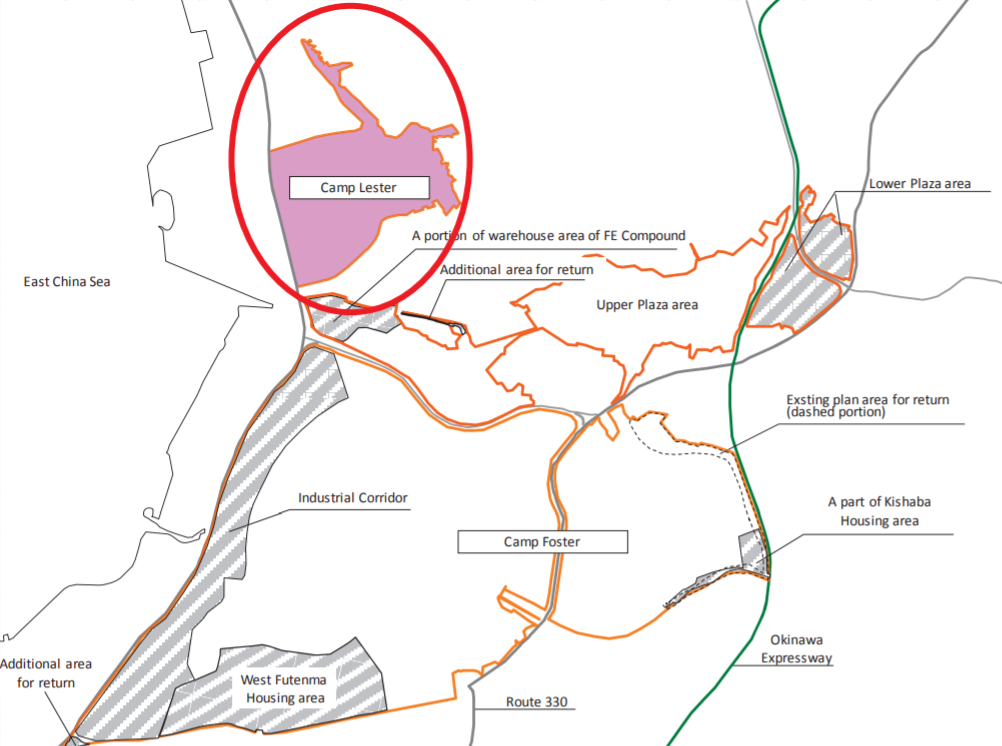
約68haのキャンプ桑江 (キャンプ・レスター)

2003年3月31日: 返還。

### 南側地区
2013年4月5日: 「沖縄における在日米軍施設・区域に関する統合計画」通称「嘉手納以南の基地返還計画」において2025年以降のキャンプ桑江の南側の残りの部分の返還合意が発表された。しかし、他の合意事項と同様、返還には以下の条件が付随していた。
- 区域: キャンプ桑江 南側地区 約68ha

- 返還条件:

1. キャンプ桑江の米海軍病院及び中学校をキャンプ瑞慶覧へ移設
2. 沖縄住宅統合 (OHC) の下での家族住宅 (375戸) のキャンプ瑞慶覧への移設
3. 米軍再編後の家族住宅の所要に基づき、既に建設が合意されている56戸に加えて、家族住宅約910戸 (キャンプ桑江で撤去される住宅の代替を含む) の新規建設

- 返還予定: 2025年度またはその後

2013年に海軍病院のキャンプ瑞慶覧への移転は完了した。一方で米軍は2018年5月に北谷町が申請した整備区間の測量や土質調査のための立ち入りを再度拒否し、返還事業の弊害となっている。

## 歴史
- 1945年、米陸軍による軍事占領（一部は旧日本軍施設の施設だった）。
- 1955年、陸軍病院建設。
- 1961年8月9日、約139,000 m2を返還。
- 1972年5月15日、キャンプ桑江として提供開始（使用主目的：宿舎、管理事務所及び病院）。
- 1974年6月、OWAX (Okinawa Area Exchange) 司令部が宜野湾市のキャンプ・マーシーから移転。8月31日、約3,600m2を返還。
- 1977年1月27日、保安柵を追加提供。2月28日、施設管理権が陸軍から海兵隊に移管し、陸軍病院が海軍病院に。3月31日、県道23号線用地約2,760m2を返還。
- 1979年5月4日、送油施設として工作物（送油管、電力線等）を追加提供。
- 1982年5月14日、暫定法適用の土地約1,000 m2を返還。
- 1984年2月16日、住宅等として建物約31,000 m2と工作物（囲障等）を追加提供。
- 1986年2月7日、住宅等として建物9 m2と工作物（送油管等）を追加提供。
- 1987年2月11日、レクリエーション施設等として建物約70 m2と工作物（囲障等）を追加提供。2月28日、住宅用地約1,390㎡を返還。
- 1989年7月11日、隊舎として建物約4,300 m2と工作物（水道等）を追加提供。
- 1990年2月6日、青少年センターとして建物約430 m2と工作物（水道等）を追加提供。
- 1991年6月6日、工作物（下水等）を追加提供。
- 1993年12月14日、学校施設等として建物約10,000 m2と工作物（囲障等）を追加提供。
- 1994年12月31日、保健センター用地約16,000m2を返還。
- 1995年6月1日、管理棟等として、建物約3,200m2と工作物（門等）を追加提供。
- 1996年3月14日、通信ケーブル等として、工作物（通信ケーブル等）を追加提供。6月6日通信ケーブル等として工作物（通信ケーブル等）を追加提供。9月26日工場として建物約270m2と工作物（門等）を追加提供。
- 2003年3月31日、北側約384,000m2を返還。桑江伊平地区土地区画整理事業が進められている[6][7]。
- 平成17年11月10日保安施設等として、工作物（囲障等）を追加提供。
- 2005年10月20日、土地の一部約7,800m2と工作物（境界標等）を陸軍貯油施設に統合。
- 2017年2月23日、米海軍病院のキャンプ瑞慶覧への移転が完了した。

## 事件・事故
- 1973年1月19日、北谷村陸軍病院の発電所からオーバーホールした際の廃油が排水溝を通じて海に流出し、沿岸一帯を汚染、漁業にかなりの被害を与えた。
- 2003年11月13日、返還されたキャンプ桑江北側の事務所から、有毒物質ポリ塩化ビフェニール(PCB)の使用が疑われる安定器338個が見つかっていた。また返還跡地8カ所の土地から、土壌汚染対策法の基準値を越えるヒ素や鉛、六価クロムが検出された。六価クロムは最大で基準値の17倍が検出された[8]。日米地位協定により米軍には返還の際の原状回復義務が免除されているため[9]、日本が汚染されている土壌約680立方メートルを入れ替えることになった[10]。
- 2014年10月30日、海兵隊員が武器庫からライフル銃を持ち出し、キャンプ桑江の自宅に立てこもった海兵隊員立てこもり事件で、男は以前から精神的不安定を訴えていたことがわかった[11]。